# CZ Scorpion Evo 3
Le CZ Scorpion Evo 3 A1 est un pistolet-mitrailleur de calibre 9 × 19 mm fabriqué par l'entreprise tchèque Česká Zbrojovka depuis 2009. La version semi-automatique se nomme CZ Scorpion Evo 3 S1. Malgré son nom, ce modèle est mécaniquement très différent de son "ainé", le célèbre Vz 61 Skorpion.  

## Description
Le Scorpion EVO 3 est l’évolution d’un prototype de pistolet mitrailleur slovaque appelé Laugo fabriqué en 2002. Chambré en 9x19mm Parabellum, le Scorpion EVO 3 est un pistolet-mitrailleur à coque en polymère, compact et conçu pour être facilement manié dans des espaces confinés.
La version standard dispose d’une crosse ajustable et repliable qui peut également être retirée complètement. Le garde main est doté de plusieurs rails Picatinny qui permettent l’ajout d’équipements tels que des lampes, poignées, optiques de visée ou pointeurs lasers. La version A1 possède un sélecteur de tir qui permet à l’utilisateur de choisir entre les modes sécurité et les trois modes de tir : semi-automatique, rafale courte (3 coups) ou automatique (full-auto). La version S1, destinée au marché civil, ne dispose quant à elle que du mode sécurité et semi-automatique.
Il existe des variantes « pistolets » du Scorpion EVO 3, vendues sans crosse et principalement conçue pour le marché civil américain (ou la réglementation est sévère sur les armes d’épaule à canon court) ainsi que des versions  « carabine », vendues cette fois avec crosse mais dotées d’un canon plus long.

## Utilisateurs

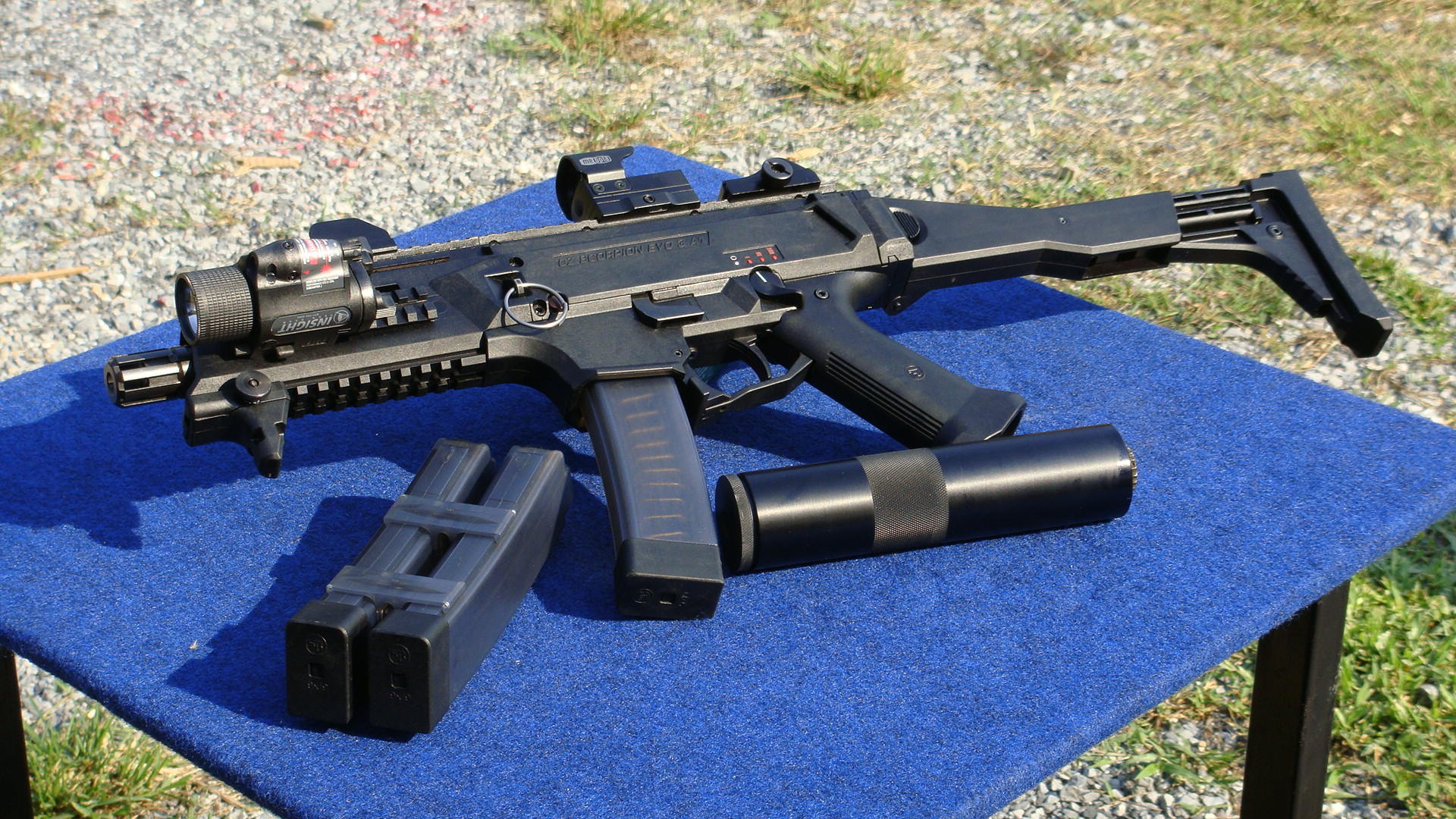
CZ Scorpion EVO 3 A1 avec modérateur de son

- Argentine: Police de Tucuman.
- Arménie: Police
- Bolivie: Police Nationale
- Burkina Faso: Garde présidentielle.
- Égypte : police[4]
- Honduras
- Indonésie
- Malaisie
- Malte
- Panama
- Paraguay
- République tchèque : Armée et police
- Serbie : Forces spéciales
- Rwanda
- Thaïlande
- Tunisie: Garde présidentielle.
- Viêt Nam

## Dans la culture populaire
Jeux vidéos 
- - Call of Duty: Modern Warfare, sous la dénomination de "CX-9"
  - Battlefield 4
  - Call of Duty: Black Ops II
  - Tom Clancy's Rainbow Six: Siege
  - Tom Clancy's Ghost Recon: Wildlands
  - Arma 3, sous la dénomination de 'Sting 9mm'
  - Warface, sous la dénomination de "WX Metasoma evo3 A1"
  - Battlefield Hardline
  - Alliance of Valiant Arms, sous la dénomination de "Deathstalker Evo"
  - Ghost in the shell: first assault
  - Combat Arms